# Верещагин, Михаил Николаевич
Михаил Николаевич Верещагин (1789 – 1812) — переводчик, прототип персонажа романа Льва Николаевича Толстого «Война и мир».

## Биография
Сын купца 2-й гильдии Николая Гавриловича Верещагина, якобы автор антирусской прокламации. Перевёл с французского «Федюша, или Маленький Савоец в овернских горах» Шписа (М., 1805) и с немецкого роман Августа Лафонтена «Александра и Мария, или Любовь и честность» (М., 1807, 2-е издание, ib., 1816). 2 сентября 1812 года, перед вступлением французов в Москву, Верещагин, по описанию Л. Н. Толстого, был растерзан озлобленной толпой народа по вине московского генерал-губернатора графа Ростопчина (в романе Л. Н. Толстого «Война и мир» фамилия представлена как Растопчин), выдавшего Верещагина за изменника. Картина этого убийства — одна из наиболее потрясающих страниц «Войны и мира». В своих мемуарах граф Ростопчин указывает, что Верещагин был зарублен двумя унтер-офицерами его конвоя.

## Содержание речи и писем
Венценосные друзья Франции! Дела в Епе взяли другой оборот. Повелеваю как глава Рейнского Союза для общей пользы удвоить свои ополчения, приведя их в готовность пожинать лавры под моим начальством в поле чести. Вам объявляю мои намерения: желаю восстановления Польши. Хочу исторгнуть ее из неполитического существования на степень могущественного королевства. Хочу наказать варваров, презирающих мою дружбу. Уже берега Прегеля и Вислы покрыты орлами Франции. Мои народы! Мои союзники! Мои друзья! Думайте со мною одинаково. Я хочу и поражу древних тиранов Европы. Я держал свое слово и теперь говорю: прежде шести месяцев две северные столицы Европы будут видеть в стенах своих победителей Европы.
Второе письмо было адресовано Королю Прусскому:
Ваше Величество! Краткость времени не позволила мне известить Вас о последовавшем занятии Ваших областей. Я для соблюдения порядка определил в них моего принца. Будьте уверены, Ваше Величество, в моих к Вам искренних чувствованиях дружбы. Очень радуюсь, что Вы как курфюрст Бранденбургский, заглаживаете недостойный Ваш союз с потомками Чингисхана желанием присоединиться к огромной массе Рейнской Монархии. Мой Статс-Секретарь пространно объявит Вам мою волю и желание, которое, надеюсь, Вы с великим рвением исполните. Дела моих ополчений зовут теперь меня в мой воинский стан. Пребываю Вам благосклонный Наполеон.
После того как эти сочинения были обнаружены полицией в списках у некоторых жителей Москвы, вследствие приказания Военного Губернатора, управляющего гражданской частью в Москве и её Губернии, генерала от инфантерии и обер-камергера графа Ростопчина, были приняты меры по отысканию автора этих сочинений. После задержания Верещагина граф приказал произвести расследование.

## Суть дела

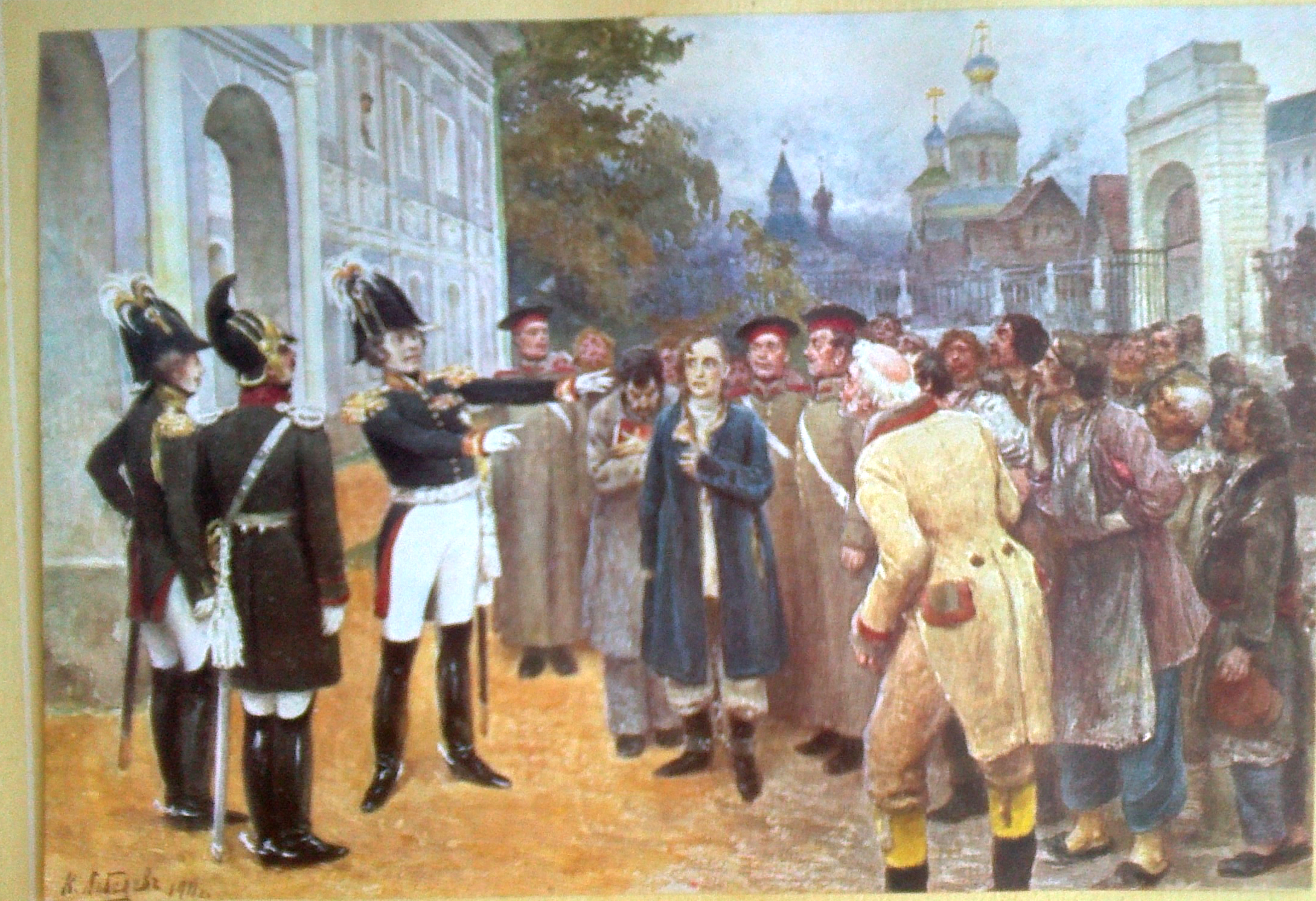
Репродукция картины «Смерть Верещагина» в издании «Отечественная война 1812 года и русское общество», том 7 (1912 год)

18 июня 1812 г. в восьмом часу вечера из кофейни турка с русским именем Фёдор Андреев вышли трое: 22-летний купеческий сын Михайло Верещагин, 32-летний отставной чиновник Пётр Мешков и можайский мещанин Андрей Власов, не сыгравший, впрочем, заметной роли в дальнейшем. В кофейне все трое обсуждали письмо Наполеона к прусскому королю и речь, произнесённую им же перед князьями Рейнского союза в Дрездене. Мешков пригласил попутчиков к себе домой и угостил пуншем, после чего Верещагин достал из кармана (то ли серую, в четверть листа, то ли синюю в половину листа) бумагу. Мешков тут же её переписал, спросив, откуда эта речь Наполеона. Верещагин ответил, что перевёл её из гамбургской газеты в почтамте, у сына почт-директора Ключарёва (прим.: почт-директора московский генерал-губернатор Ростопчин причислял к врагам Отечества). Вскоре после ухода гостей к Мешкову зашёл хозяин квартиры Савва Васильевич Смирнов, который, в свою очередь, сделал копию текста для себя, после чего списки текста пошли гулять по Москве. Благодаря ретивости квартального надзирателя А. П. Спиридонова, получившего в качестве награды золотые часы, Верещагин был арестован, и 26 июня Егор Александрович Дурасов провёл первый допрос. Выяснив, что в деле замешан почт-директор Фёдор Петрович Ключарёв, Ростопчин донёс императору и кабинету министров о деле Верещагина, акцентировав внимание на Ключарёве. (Ключарёв был из обер-офицерских детей, начал службу копиистом в конторе Берг-коллегии, с 1801 года — московский почт-директор, действительный статский советник, масон. Дружил с профессором Московского университета И. Г. Шварцем и с Н. И. Новиковым. С 1781 года — мастер стула в ложе «Святого Моисея», с 1782 года — один из пяти членов директории восьмой провинции, то есть России. Был близок с М. М. Сперанским, общался с Н. М. Карамзиным и И. И. Дмитриевым, дружил с А. Б. Болотовым.) 15 июля общее присутствие московского магистрата совместно с надворным судом пришло к мнению сослать Верещагина на каторгу в Нерчинск, а секретаря Мешкова, лишив дворянства, отослать в военную службу. 20 июля (подписано было 25 июля) это мнение было подтверждено определением 1-го департамента московской палаты уголовного суда, но с важной поправкой, что Верещагина следовало бы казнить смертью, однако учитывая указ 1754 года — наказать кнутом, но учитывая, что он — купеческий сын, — отослать на каторгу в Нерчинск. Ростопчин 1 августа перенёс дело в Сенат, который 19 августа дал своё определение: бить кнутом 25 раз и подвергнуть ссылке на каторгу в Нерчинск. 10 августа, получив известие об оставлении войсками Смоленска, Ростопчин приказал арестовать Ключарёва и выслать его из Москвы.

## Версии захоронения Верещагина
- труп Верещагина долго находился на Тверской улице
- тело было захоронено французами
- Верещагин был захоронен близ церкви Воскресенья Словущего на Успенском Вражке (Брюсов пер., 15/2)
- Церковь Софии Премудрости Божией у Пушечного двора на Лубянке (Пушечная ул., 15)[2]

## Казнь Верещагина в романеТолстого«Война и мир»
— Ребята! — сказал Растопчин металлически-звонким голосом, — этот человек, Верещагин — тот самый мерзавец, от которого погибла Москва.
Молодой человек в лисьем тулупчике стоял в покорной позе, сложив кисти рук вместе перед животом и немного согнувшись. Исхудалое, с безнадежным выражением, изуродованное бритою головой молодое лицо его было опущено вниз. При первых словах графа он медленно поднял голову и поглядел снизу на графа, как бы желая что-то сказать ему или хоть встретить его взгляд. Но Растопчин не смотрел на него. На длинной тонкой шее молодого человека, как веревка, напружилась и посинела жила за ухом, и вдруг покраснело лицо.
Все глаза были устремлены на него. Он посмотрел на толпу, и, как бы обнадёженный тем выражением, которое он прочел на лицах людей, он печально и робко улыбнулся и, опять опустив голову, поправился ногами на ступеньке.
— Он изменил своему царю и отечеству, он передался Бонапарту, он один из всех русских осрамил имя русского, и от него погибает Москва, — говорил Растопчин ровным, резким голосом; но вдруг быстро взглянул вниз на Верещагина, продолжавшего стоять в той же покорной позе. Как будто взгляд этот взорвал его, он, подняв руку, закричал почти, обращаясь к народу: — Своим судом расправляйтесь с ним! отдаю его вам!
Народ молчал и только всё теснее и теснее нажимал друг на друга. Держать друг друга, дышать в этой заражённой духоте, не иметь силы пошевелиться и ждать чего-то неизвестного, непонятного и страшного становилось невыносимо. Люди, стоявшие в передних рядах, видевшие и слышавшие всё то, что происходило перед ними, все с испуганно-широко раскрытыми глазами и разинутыми ртами, напрягая все свои силы, удерживали на своих спинах напор задних.
— Бей его!.. Пускай погибнет изменник и не срамит имя русского! — закричал Растопчин. — Руби! Я приказываю! — Услыхав не слова, но гневные звуки голоса Растопчина, толпа застонала и надвинулась, но опять остановилась.
— Граф!.. — проговорил среди опять наступившей минутной тишины робкий и вместе театральный голос Верещагина. — Граф, один бог над нами… — сказал Верещагин, подняв голову, и опять налилась кровью толстая жила на его тонкой шее, и краска быстро выступила и сбежала с его лица. Он не договорил того, что хотел сказать.
— Руби его! Я приказываю!.. — прокричал Растопчин, вдруг побледнев так же, как Верещагин.
— Сабли вон! — крикнул офицер драгунам, сам вынимая саблю.
Другая ещё сильнейшая волна взмыла по народу, и, добежав до передних рядов, волна эта сдвинула передних и, шатая, поднесла к самым ступеням крыльца. Высокий малый, с окаменелым выражением лица и с остановившейся поднятой рукой, стоял рядом с Верещагиным.
— Руби! — прошептал почти офицер драгунам, и один из солдат вдруг с исказившимся злобой лицом ударил Верещагина тупым палашом по голове.
«А!» — коротко и удивлённо вскрикнул Верещагин, испуганно оглядываясь и как будто не понимая, зачем это было с ним сделано. Такой же стон удивления и ужаса пробежал по толпе.
«О Господи!» — послышалось чьё-то печальное восклицание.
Но вслед за восклицанием удивления, вырвавшимся у Верещагина, он жалобно вскрикнул от боли, и этот крик погубил его. Та натянутая до высшей степени преграда человеческого чувства, которая держала ещё толпу, прорвалось мгновенно. Преступление было начато, необходимо было довершить его. Жалобный стон упрека был заглушен грозным и гневным рёвом толпы. Как последний седьмой вал, разбивающий корабли, взмыла из задних рядов эта последняя неудержимая волна, донеслась до передних, сбила их и поглотила всё. Ударивший драгун хотел повторить свой удар. Верещагин с криком ужаса, заслонясь руками, бросился к народу. Высокий малый, на которого он наткнулся, вцепился руками в тонкую шею Верещагина и с диким криком, с ним вместе, упал под ноги навалившегося ревущего народа.
Одни били и рвали Верещагина, другие высокого малого. И крики задавленных людей и тех, которые старались спасти высокого малого, только возбуждали ярость толпы. Долго драгуны не могли освободить окровавленного, до полусмерти избитого фабричного. И долго, несмотря на всю горячечную поспешность, с которой толпа старалась довершить раз начатое дело, те люди, которые били, душили и рвали Верещагина, не могли убить его; но толпа давила их со всех сторон, с ними в середине, как одна масса, колыхалась из стороны в сторону и не давала им возможности ни добить, ни бросить его.
«Топором-то бей, что ли?.. задавили… Изменщик, Христа продал!.. жив… живущ… по делам вору мука. Запором-то!.. Али жив?»
Только когда уже перестала бороться жертва и вскрики её заменились равномерным протяжным хрипеньем, толпа стала торопливо перемещаться около лежащего, окровавленного трупа. Каждый подходил, взглядывал на то, что было сделано, и с ужасом, упреком и удивлением теснился назад.
«О Господи, народ-то что зверь, где же живому быть! — слышалось в толпе. — И малый-то молодой… должно, из купцов, то-то народ!.. сказывают, не тот… как же не тот… О Господи… Другого избили, говорят, чуть жив… Эх, народ… Кто греха не боится…» — говорили теперь те же люди, с болезненно-жалостным выражением глядя на мёртвое тело с посиневшим, измазанным кровью и пылью лицом и с разрубленной длинной тонкой шеей.
Полицейский старательный чиновник, найдя неприличным присутствие трупа на дворе его сиятельства, приказал драгунам вытащить тело на улицу. Два драгуна взялись за изуродованные ноги и поволокли тело. Окровавленная, измазанная в пыли, мёртвая бритая голова на длинной шее, подворачиваясь, волочилась по земле. Народ жался прочь от трупа.

В то время как Верещагин упал и толпа с диким рёвом стеснилась и заколыхалась над ним, Растопчин вдруг побледнел, и вместо того чтобы идти к заднему крыльцу, у которого ждали его лошади, он, сам не зная куда и зачем, опустив голову, быстрыми шагами пошел по коридору, ведущему в комнаты нижнего этажа. Лицо графа было бледно, и он не мог остановить трясущуюся, как в лихорадке, нижнюю челюсть.